# Začir
Začir este un sat din comuna Cetinje, Muntenegru. Conform datelor de la recensământul din 2003, localitatea are 14 locuitori (la recensământul din 1991 erau 28 de locuitori).

## Demografie
În satul Začir locuiesc 14 persoane adulte, iar vârsta medie a populației este de 65,6 de ani (72,7 la bărbați și 60,4 la femei). În localitate sunt 8 gospodării, iar numărul mediu de membri în gospodărie este de 1,75.
|  |

| Demografie | Demografie | Demografie |
| An         | Locuitori  | Locuitori  |
| ---------- | ---------- | ---------- |
|            |            |            |
|            |            |            |
|            |            |            |
|            |            |            |
| 1948       | 120        |            |
| 1953       | 103        |            |
| 1961       | 102        |            |
| 1971       | 99         |            |
| 1981       | 39         |            |
| 1991       | 28         | 28         |
| 2003       | 14         | 14         |

| \| Componența etnică conform recensământului din 2003[2] \| Componența etnică conform recensământului din 2003[2] \| Componența etnică conform recensământului din 2003[2] \| Componența etnică conform recensământului din 2003[2] \| Componența etnică conform recensământului din 2003[2] \| \| ----------------------------------------------------- \| ----------------------------------------------------- \| ----------------------------------------------------- \| ----------------------------------------------------- \| ----------------------------------------------------- \| \| \| \| \| \| \| \| Muntenegreni \| Muntenegreni \| \| 14 \| 100% \| \| necunoscută \| necunoscută \| \| 0 \| 0% \| |              |  |    |      |
| Componența etnică conform recensământului din 2003 |              |  |    |      |
| |              |  |    |      |
| Muntenegreni | Muntenegreni |  | 14 | 100% |
| necunoscută | necunoscută  |  | 0  | 0%   |